# サラ・スヌーク
サラ・スヌーク（Sarah Snook, 1987年7月28日 - ）は、オーストラリアの女優。アデレード出身。
日本語では「セーラ・スヌーク」と表記されることもある。『シドニー・モーニング・ヘラルド』誌で「2015年に注目すべきオーストラリアの顔」のひとりに選ばれた。

## 経歴
2008年、オーストラリア国立演劇学院を卒業する。
2011年、映画『スリーピング ビューティー/禁断の悦び』に端役で出演する。2012年の恋愛コメディ映画『Not Suitable for Children』ではライアン・クワンテンと共演する。2014年、ホラー映画『ジェサベル』で主演を務める。同年、SF映画『プリデスティネーション』でイーサン・ホークと共演する。

## フィルモグラフィー

### 映画
- スリーピング ビューティー/禁断の悦び Sleeping Beauty（2011年）
- Not Suitable for Children（2012年）
- ファイナル・アワーズ These Final Hours（2013年）
- プリデスティネーション Predestination（2014年）
- ジェサベル Jessabelle（2014年）
- スティーブ・ジョブズ Steve Jobs（2015年）
- ガラスの城の約束 The Glass Castle（2017年）
- ウィンチェスターハウス アメリカで最も呪われた屋敷 Winchester（2018年）
- 私というパズル Pieces of a Woman（2020年）
- ラン・ラビット・ラン Run Rabbit Run（2023年）
- ビーニー・バブル The Beanie Bubble（2023年）
- かたつむりのメモワール Memoir of a Snail（2024年）※声の出演

### テレビ
- All Saints（2009年）
- Sisters of War（2010年）
- Packed to the Rafters（2011年）
- Spirited（2011年）
- Redfern Now（2013年）
- The Moodys（2014年）
- The Secret River（2015年）
- The Beautiful Lie（2015年）
- ブラック・ミラー Black Mirror（2016年）[9]
- メディア王 〜華麗なる一族〜 Succession（2018年 - 2023年）[10]
- コアラマン Koala Man（2023年）※声の出演

## 受賞
- 2015年 - 第4回オーストラリア映画テレビ芸術アカデミー賞最優秀主演女優賞（『プリデスティネーション』）[11]
- 2021年 - 第79回ゴールデングローブ賞助演女優賞テレビ部門